# Juliane Magdalene Cyprian
Juliane Magdalene Cyprian (* 22. September 1697 in Gotha; † 18. Mai 1721 ebenda) war eine deutsche Autorin zahlreicher Gedichte, Lieder und Heldenbriefe.

## Leben
Juliane Magdalene Cyprian wurde am 22. September 1697 als Juliane Magdalena Jäger in Gotha im Herzogtum Sachsen-Gotha-Altenburg geboren. Sie war die dritte Tochter vom friedensteinischen Regierungsrat Daniel Eusebius Jäger (1661–1730) und Anna Christine Jäger (geborene Rosner).
Ihre Kindheit verbrachte sie in einem Patrizierhaus in Gotha. Ab 1707 wurde sie gemeinsam mit ihren Geschwistern vom Hauslehrer und Poeten Johann Georg Seebach in Haushaltsführung, Gesang, Musik und deutscher Poesie unterrichtet. Dabei fiel sie als besonders lernwilliges und intelligentes Kind auf.
Im Jahr 1715 heiratete Cyprian im Alter von 17 Jahren den damals 42-jährigen evangelisch-lutherischen Theologen, Kirchenrat und Bibliothekar Ernst Salomon Cyprian (1673–1745). Die Ehe war glücklich und blieb kinderlos.
Juliane Magdalene Cyprian starb am 18. Mai 1721 im Alter von 23 Jahren nach kurzer Krankheit in Gotha.

## Werk
Julia Magdalene Cyprian schrieb zahlreiche Gedichte, die vornehmlich der Naturlyrik, der Gelegenheitsdichtung oder der Erbauungsliteratur zuzuordnen sind. Wiederkehrende Motive in ihrem Werk sind der Tod und das Jenseits. Außerdem thematisieren die Gedichte Cyprians oftmals das Ideal eines gottesfürchtigen und tugendhaften Lebensstils. Ein Beispiel dafür ist das Gedicht mit dem Titel „Die süsse Zufriedenheit“:
| Die süße Zufriedenheit. 1. Zufriedenheit, du bist mein Leben, Bey dir hat man die schönste Ruh, Drum bleibet dir mein Hertz ergeben, Dem nichts ist so beliebt als du, Der allerkleinste Strahl von dir, Geht allen Sonnenstrahlen für. 2. Nur fort ihr ängstlichen Gedancken, Mein froher Geist verbannet euch: Wenn andre wie die Rohre wancken So bin ich einer Palme gleich, Die stetig grünt und feste steht, Wenn Blitz und Donner auf sie geht. 3. Jch will mich allezeit vergnügen, Trifft gleich mein Wunsch nicht immer ein, So kann ich doch auf Rosen liegen, Wenn ich nur will zufrieden seyn. Ja, ja nun ist der Schluß gemacht: Wohl dem, der auch auf Dornen lacht. 4. Wofern mein Fuß einst von der Erde, Ins Paradies zur Freude geht, wenn ich ins Grab gesendet werde, Und ihr nun meine Gruft beseht, So denkt dabei nur allezeit: Allhier schläft die Zufriedenheit. |
| --- |

Cyprian sammelte ihre Gedichte in einem Buch mit dem Titel Die annehmlichste Zufriedenheit tugendliebender Gemüter. Dieses 320 Seiten umfassende handschriftliche Werk schenkte Cyprians Bruder Heinrich Gottfried Jäger nach ihrem Tod der Gymnasialbibliothek in Gotha. Zehn Gedichte daraus veröffentlichte der Pädagoge Johann Heinrich Stuss 1734 in seiner Sammlung Auserlesener Gedichte.
Nebst den Gedichten sind von Juliane Magdalene Cyprian ein geistliches Lied und eine poetische Meditation über den Tagebau erhalten. Weiter schrieb sie zwei von der zeitgenössischen Kritik gelobte Heldenbriefe. Der erste Brief ist aus der Perspektive des totgeglaubten Josephs in Ägypten verfasst, der an seinen Vater Jakob schreibt. Der zweite Brief ist die Antwort Jakobs an seinen Sohn.

## Schriften (Auswahl)
- Juliane Magdalene Cyprian: Anastasis und Bergmännisches Aufmercken,Welches Alls von dem ... Grafen ... Herrn Christoph Ludewig, Grafen zu Stollberg ... Von denen ... Herrn Christoph Friedrich, und Herrn Jost Christian, Gebrüdern, Grafen zu Stollberg und Hohenstein ... und unter Direction Herrn Christian Zacharias Kochs ... aus denen von einer im 24. Jahr Jhres Alters verstorbenen Mit-Gewerckin ... Julianen Magdalenen Cyprianin, geb. Jägerin, hinterlassenen Poetischen Meditationen, ... mit hierbey abgedruckten Reichs-Thalern resolvirten Austheilung des Uberschusses, nebst einem Berg-Liede ... wohlmeynend mitgetheilet worden ... Reyher, Gotha 1722 (online).
- Juliane Magdalene Cyprian: Die Verachtung der Erden-Lust und daraus erwecktes Verlangen nach einem seligen Ausgang, Hat Die Wohlselige Frau Consistorial- und Kirchen-Räthin, Frau Juliana Magdalena Cyprianin, gebohrne Jägerin, jüngsthin bey gesunden Tagen in folgender Arien, aus Ihrer zurückgelassenen Meditationibus nach Ihrem seligen Tod aufgesuchet, und bey heutiger Beerdigung abgesungen worden, im 24sten Jahr Ihres Alters vorgestellet. Reyher, Gotha 1721 (online).
- Juliane Magdalene Cyprian: Die annehmlichste Zufriedenheit tugendliebender Gemüter. o. O. 1717.